# Rob Smedley
Robert Smedley (Normanby, Middlesbrough, Inglaterra; 28 de noviembre de 1973), más conocido como Rob Smedley, fue el ingeniero de carrera del piloto de Fórmula 1 Felipe Massa en la Scuderia Ferrari durante 8 años. Actualmente es jefe de rendimiento del vehículo en Williams.

## Biografía
Smedley asistió a la Escuela de San Pedro en South Bank antes de ir a Sixth Form College de Santa María. Vivió en Normanby hasta que tenía 18 años, antes de ir a Universidad de Loughborough y comenzar su ascenso en las filas de los deportes de motor. Inicialmente estudió una licenciatura en matemáticas e ingeniería mecánica, antes de completar un máster.
Con la ingeniería del chasis como su principal campo de actividad, comenzó con Peugeot de 1997, donde trabajó como ingeniero de diseño de la suspensión para el equipo de turismos. A continuación, pasó a trabajar como ingeniero de pista en la Fórmula 3000 y en el equipo de pruebas de Williams antes de incorporarse a la Fórmula 1 con la escudería Jordan Grand Prix en 2001.
Inicialmente, en Jordan, Smedley trabajó como ingeniero de adquisición de datos, toda la estructura hacia los datos telemétricos que fueron utilizados por el equipo de ingeniero de carrera para apoyar el piloto de carreras. Durante 2002 y 2003, pasó a ser ingeniero de carrera de Jordan, trabajando con Giancarlo Fisichella, antes de incorporarse al equipo de pruebas de Ferrari al final de 2003. Smedley inicialmente optó por trabajar en el equipo de pruebas de Ferrari, debido a la posibilidad de conseguir inputs más técnicos, algo que es más limitado en el equipo de carreras.
Pero a mediados de la temporada 2006, reemplazó a Gabriele Delli Colli como ingeniero de carrera de Felipe Massa. Casi inmediatamente, Massa minimizó los errores que habían sido habituales hasta aquel momento, y además, obtuvo su primera pole position y su primera victoria en el Gran Premio de Turquía. Desde entonces, los mensajes de radio de Smedley a Felipe se han caracterizado por grandes dosis de humor y de sinceridad que le han generado una cierta popularidad.
Tras la lesión de Massa en el Gran Premio de Hungría de 2009, Smedley continuó con el papel de ingeniero de carrera para sus sustitutos provisionales, Luca Badoer y Giancarlo Fisichella, quienes ocuparon la vacante de Felipe el resto del 2009. Para el 2010, Smedley volvió a trabajar con un Massa recuperado.
En el 2014, con la salida de Felipe Massa de Ferrari hacia Williams, Smedley tomó el mismo camino, llegando a la escudería de Grove como director de rendimiento del vehículo, debido a que el puesto de ingeniero de pista de Felipe fue otorgado a Andrew Murdoch.
En 2009, le otorgaron un doctorado honoris causa ("Doctor de Estudios Profesionales") por la Universidad de Teesside.